# 반구나간데 카쉬프
반구나간데 카쉬프(일본어: バングーナガンデ 佳史扶, 2001년 9월 24일 ~ )는 일본의 축구 선수이다.

## 구단 경력
그는 2018년부터 2019년까지 J3리그의 FC 도쿄 U-23에서 뛰었다. 2020년 J1리그의 FC 도쿄에 입단했다.

## 국가대표팀 경력
그는 2023년 3월 28일 콜롬비아과의 경기에서 일본 국가대표팀에 데뷔했다.

## 통계
| 일본 | 일본 | 일본 |
| 연도 | 출전 | 득점 |
| ---- | ---- | ---- |
| 2023 | 1    | 0    |
| 통산 | 1    | 0    |